# All You Need Is Love
„All You Need Is Love“ (česky Vše co potřebuješ je láska) je píseň kapely The Beatles, kterou složili John Lennon a Paul McCartney pro pořad Our World, který v neděli 25. června 1967 sledovalo 400 milionů diváků. Patří k erbovním písním Léta lásky.
Na napsání písně měli jen pár dnů. Text je složen z řady jakýchsi tautologií (typu There's nothing you can know that isn't known – „Není nic, co bys mohl znát, co není známo“) a v refrénu se pouze opakují variace na název písně. Pro kompozici je typické proměnné metrum, zejména použití nezvyklých 7/4 taktů ve sloce. V bombastickém finále zaznívají i citace jiných písní Beatles (Yesterday, She Loves You).
Nahrávání začalo 14. června v Olympic Sound Studios a pokračovalo v Abbey Road ve studiu One, kam se s Beatles vešel i celý orchestr. Závěrečným sborovým zpěvem doprovodily nahrávku i tehdejší manželky členů Beatles, řada slavných kolegů z jiných kapel (např. The Rolling Stones, The Who) a jiní přátelé. Díky této pompézní kódě byla píseň na tehdejší popovou skladbu poměrně dlouhá, téměř 4 minuty.
Píseň vyšla v červenci 1967 jako singl (7. 7. v Británii a 17. 7. v USA) a byla zařazena i na americké LP Magical Mystery Tour. V těchto i řadě dalších zemí zemí dosáhla první příčky hitparády. Zazněla také ve filmu Beatles Yellow Submarine.
V 70. letech píseň zparodoval Neil Innes pro svou kapelu The Rutles, pod názvem Love Life. Ve filmu All You Need Is Cash (parafrázujícím název skladby) se objevila i scéna parodující její klip.
V roce 2003 nazpíval Lynden David Hall coververzi použitou ve filmu Láska nebeská (Love Actually).

## Obsazení

### The Beatles
- John Lennon: zpěv, cembalo, banjo
- Paul McCartney: doprovodný zpěv, basová kytara
- George Harrison: doprovodný zpěv, kytara, housle
- Ringo Starr: bicí

### Další
- George Martin: piano
- Sidney Sax, Patrick Halling, Eric Bowie, John Ronayne: housle
- Lionel Ross, Jack Holmes: violoncello
- Rex Morris, Don Honeywill: tenorsaxofon
- Stanley Woods, David Mason: trubka
- Evan Watkins, Harry Spain: pozoun
- Jack Emblow: akordeon
- Mick Jagger, Keith Richards, Marianne Faithfullová, Jane Asherová, Mike McCartney, Pattie Boydová, Eric Clapton, Graham Nash, Keith Moon, Hunter Davies, Gary Leeds a další: doprovodný zpěv